# Die Toten vom Bodensee – Nachtschatten
Die Toten vom Bodensee – Nachtschatten ist ein deutsch-österreichischer ORF/ZDF-Fernsehfilm von Regisseur Michael Schneider aus dem Jahr 2024 mit Alina Fritsch und Matthias Koeberlin. Dies ist der 20. Film der Krimiserie Die Toten vom Bodensee.

## Handlung
Der frühere Journalist und Autor Sigismund Fetscher, der unter dem Künstlernamen Sasha Fetscher True-Crime-Romane veröffentlicht, wird nach einer Benefizlesung tot in seinem Bett in der Villa Berg von seiner Frau Emily aufgefunden. Das Opfer weist einen Stich ins Herz auf, der Blutverlust ist allerdings geringer, als Gerichtsmediziner Thomas Egger normalerweise erwarten würde, möglicherweise verursacht durch eine Gerinnungsstörung. Die Tatwaffe wird unter dem Bett gefunden.

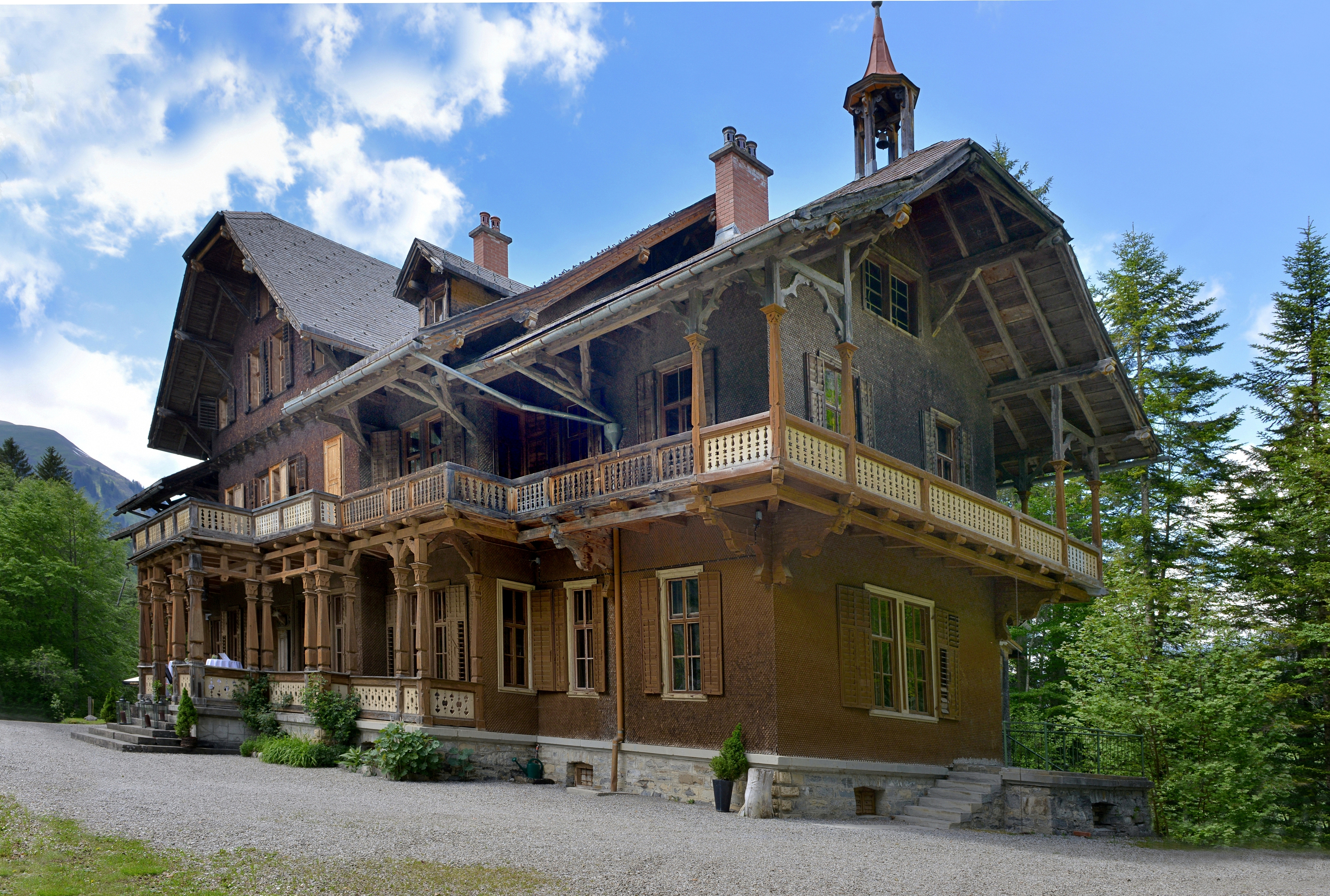
Villa Maund im Bregenzerwald: Der Drehort für die fiktive Villa Berg

Die Villa wird von Nadia Lorenzi verwaltet, die dort mit ihrer Tochter Mia lebt. Sasha hatte die Villa vor einem Jahr von der Gemeinde gekauft. Bei der Lesung sollen Anselm Zibros, der Chef von Zibros Pharma, Oxana Dommröse, Fetschers Verlegerin und Marlene Renner, die stellvertretende Leiterin der Landesbibliothek in Bregenz länger geblieben sein. Renner bestreitet, bei der Lesung gewesen zu sein. Tatsächlich handelte es sich um Henriette Trautschke, die auf demselben Campingplatz wie Komlatschek wohnt. Das Blut auf Trautschkes Nachthemd stammt von Fetscher, sie war unter falschem Namen auf der Lesung und die Geliebte von Sasha. Sie hatte sich in der Tatnacht mit Sasha in seinem Zimmer getroffen, an die Nacht kann sie sich nicht erinnern, als sie aufwachte, lag Sasha tot neben ihr und sie hatte die Tatwaffe in der Hand.
Die Obduktion durch Gerichtsmediziner Egger ergibt, dass sowohl das Blut von Fetscher als auch jenes von Trautschke Spuren des Nervengiftes Mondotoxin aufweist. Trautschke hatte nur eine geringe Dosis, bei Fetscher führte das Gift zu einer Lähmung der Atemmuskulatur. Die Stichverletzungen wurden seiner Leiche posthum zugefügt. Möglicherweise sollte der Mord Trautschke angehängt werden. Das Gift wurde in den Wein gemischt, den die beiden zuvor getrunken hatten.
Nadia Lorenzi wurde von ihrem Mann verlassen, als ihre mittlerweile erwachsene Tochter Mia acht Jahre alt war. Mia arbeitet als persönliche Assistentin von Anselm Zibros in dessen Pharma-Unternehmen. Von Mia erfahren die Ermittler, dass Anselm die Villa im Vorjahr ebenfalls kaufen wollte, die Gemeinde hatte sich aber für Sasha entschieden. Nach der Lesung wollte Anselm Sasha ein Kaufangebot unterbreiten.
Laut Verlegerin Oxana Dommröse machte die Kommissarin-Alberti-Reihe drei Viertel des Umsatzes der Verlages aus. Der Entwurf zu Sasha nächsten Roman passte nicht zum Schreibstil der bisherigen Romane. Dagegen passen Passagen aus den Romanen zu 10 Jahre alten Texten von Emily Fetschers Website. Die Ermittler Hoffmann und Oberländer finden heraus, dass Sasha nur Recherchen zu seinen Büchern durchführte, während die Geschichten von seiner Frau verfasst wurden. Ein Umstand, der selbst der Verlegerin Oxana Dommröse unbekannt war. Nachdem Emily von Sashas Affäre mit Henriette erfahren hatte, hatte sie sich geweigert, weiter für ihn zu schreiben. Möglicherweise hatte Emily ihren Mann getötet, weil er sich geweigert hatte, sie endlich als Autorin zu nennen, wie er es ihr immer wieder versprochen hatte.
Die Notizen zu Sashas neuem Roman sind verschwunden. Komlatschek vermutet, dass er bei seinen Recherchen auf etwas gestoßen ist, auf das er hätte nicht stoßen sollen. Laut Trautschke sollte es im Roman um einen Mord in einer Jagdvilla gehen. Sasha hatte Aufzeichnungen gefunden und eine alte Luftaufnahme von seinem Berggrundstück. Dommröse gibt an, dass im nächsten Roman der Gärtner nicht der Mörder, sondern das Opfer sein sollte. Der Mann von Nadia Lorenzi war ein Hobbygärtner, bis er vor zwölf Jahren mit seiner Geliebten verschwunden sein soll. Im alten Gewächshaus der Villa findet die Spurensicherung menschliche Handwurzelknochen, die dort der Verfärbung und dem Zustand nach circa zehn bis zwölf Jahre lagen. Außerdem wird der Ehering von Nadias Mann gefunden. Dessen menschliche Überreste wurden vor Kurzem ausgegraben.
Nadia Lorenzi hatte damals ein Gespräch ihres Mannes Karsten belauscht, bei dem er den Namen Solana erwähnte, sie vermutete, dass dies seine Geliebte war. Nadia hätte sowohl für den Mord an ihrem Mann als auch für den Mord an Fetscher ein Motiv. Sie behauptet, zum Zeitpunkt des Verschwindens ihres Mannes bei ihrer Schwester in Kiel gewesen zu sein, ihre Tochter war auf Schullandwoche. Der letzte Anruf war am 30. April, Nadia war da noch in Kiel. Trautschke war vor zwölf Jahren zum Studium in Singapur.
Karsten Lorenzi hatte sich damals Bücher in der Landesbibliothek ausgeliehen, darunter das De proprietatibus rerum, das Promptuarium medicinae, Gart der Gesundheit und das Kräuterbuch von Otto Brunfels. Laut Marlene Renner werden alle Ausleihen gespeichert, auch Sasha hatte sich nach Karstens Ausleihen erkundigt. Renners Vorgängerin hatte zahlreiche Kopien für Karsten angefertigt, die betreffenden Seiten wurden ebenfalls dokumentiert. Laut Egger gab es in den letzten Jahren mehrere Artikel mit Therapieerfolgen für Herzkrankheiten mit dem Wirkstoff des Schwarzen Nachtschattens, auch Solanum nigrum, für den sich Karsten interessiert hatte.
Die Polizei findet die Überreste von Karsten Lorenzi in einem Plastiksack im Wagen von Anselm Zibros, der die Villa erwerben wollte, um zu verhindern, dass ein neuer Besitzer die Überreste findet. Karsten hatte eine Hybride im Garten der Villa für ein Herzmedikament entdeckt und wollte von Zibros immer mehr Anteile, Zibros hatte ihn deshalb getötet. Sasha Fetscher hatte dies herausgefunden und musste deshalb ebenfalls sterben. Mia Lorenzi versucht Zibros wegen dessen Mord an ihrem Vater zu vergiften, laut Notarzt wird Zibros überleben.

### Nebenhandlung
Angeregt von den Erlebnissen von Mia Lorenzi, die mit der Ungewissheit über den Verbleib ihres Vaters aufwuchs, gesteht Luisa Hoffmann ihrer Tochter, dass André nicht ihr Vater ist, sondern Ex-Freund Antonio Zübert. Nachdem Luna Oberländer zu einer Gastfamilie nach Paris fährt, bietet Oberländer Komlatschek an, bei sich zu wohnen, anstatt am Campingplatz, wohin er nach der Trennung von seiner Frau aufgrund von finanziellen Problemen gezogen war.

## Produktion und Hintergrund

### Produktion
Erstmals seit Start der Fernsehreihe im Jahr 2014 wurden 2023 drei Filme hergestellt. Die Dreharbeiten zu Nachtschatten fanden gemeinsam mit dem 18. Teil Atemlos und dem 19. Teil Die Messias von März bis Juni 2023 am Bodensee und Umgebung statt. Produziert wurde der Film von der Graf Filmproduktion GmbH und Rowboat Film- und Fernsehproduktion, beteiligt waren der Österreichische Rundfunk und das Zweite Deutsche Fernsehen. Unterstützt wurde die Produktion durch FISA+, Film in Austria (ABA), den Fernsehfonds Austria sowie das Land Vorarlberg.

### Drehorte

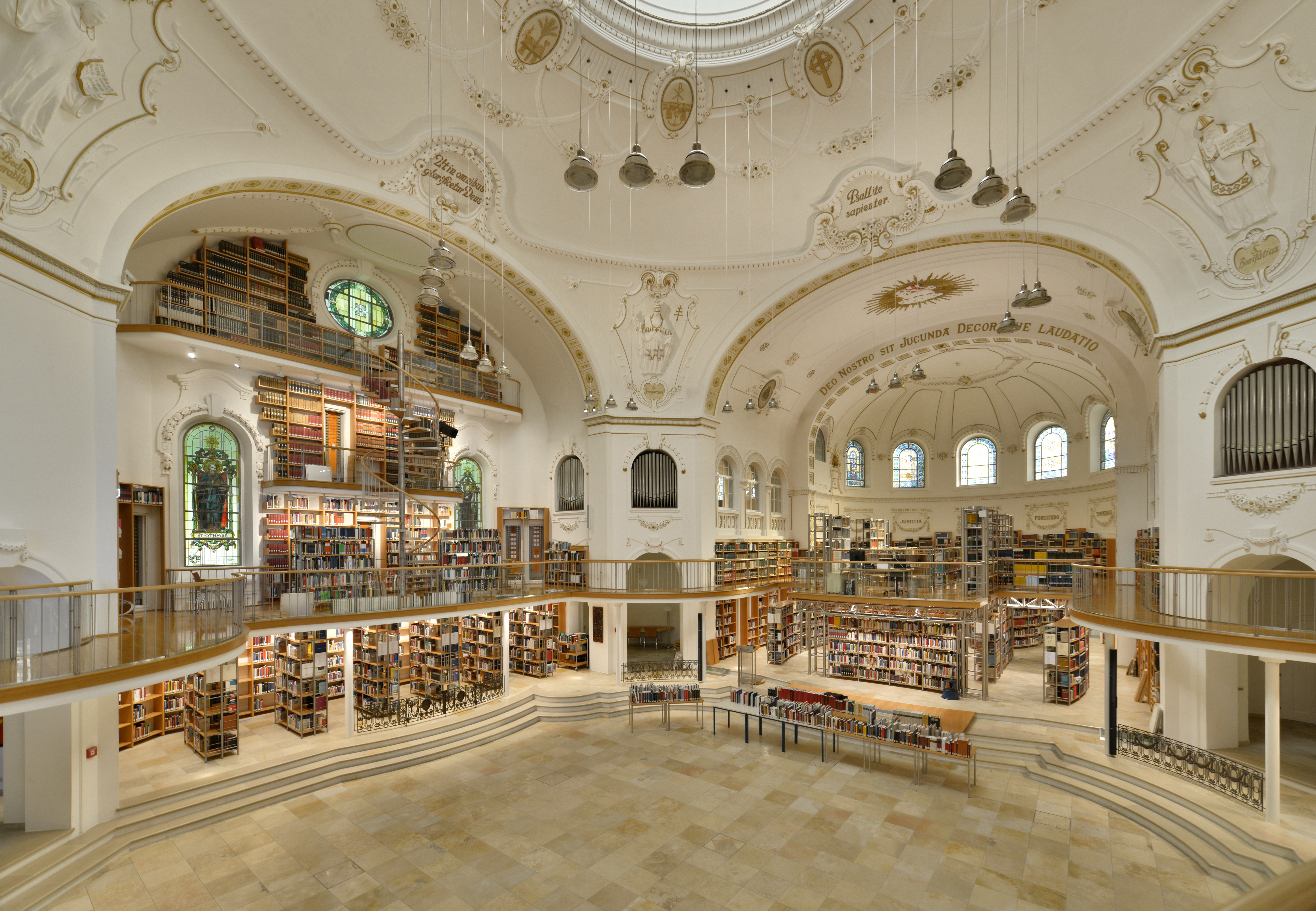
Der Kuppelsaal der Vorarlberger Landesbibliothek in Bregenz

Neben den wiederkehrenden Drehorten, wie dem Polizeipräsidium in Lauterach, wurde als Motiv für die fiktive Villa Berg, in der aus dem 19. Jahrhundert stammenden Villa Maund in Schoppernau im Bregenzerwald gedreht. Als Filmmotiv für die Bibliothek wählte die Produktion die Vorarlberger Landesbibliothek in Bregenz.

### Team
Die Kamera führte Lukas Gnaiger, die Musik schrieb Chris Bremus, die Montage verantwortete Jörg Kroschel und das Casting Judith Limberger. Den Ton gestaltete Hjalti Bager-Jonathansson, das Szenenbild Michaela Weniger, das Kostümbild Heike Werner und die Maske Birgit Beranek und Tinka Katherina Brand. Als Green Consultant fungierte Livia Graf.

## Veröffentlichung
Die Erstausstrahlung erfolgte auf dem Schweizer Sender RSI LA 1 unter dem italienischen Titel Gli omicidi del lago – Ombre notturne bereits am 4. Dezember 2024.
In der ZDF Mediathek wurde der Film am 23. Dezember 2024 veröffentlicht; auf ORF ON am 29. Dezember 2024. Im ZDF und auf ORF2 wurde der Film am 30. Dezember 2024 erstmals ausgestrahlt. Die DVD ist seit dem 3. Januar 2025 im Handel erhältlich.

## Rezeption

### Kritiken
Die Kritiker der Fernsehzeitschrift TV Spielfilm urteilen mit dem Daumen nach oben und resümieren: Origineller, spannender Fall mit pfiffigen Twists. Whodunit-Fans kämen aufgrund der vielen Verdächtigen und einer überraschenden Auflösung voll auf ihre Kosten.
Auf film-rezensionen.de vergibt Oliver Armknecht lediglich 4 von 10 Punkte. Er kritisiert das Drehbuch, dass aus abgestandenen Klischees und unglaubwürdigen Einfällen bestehe. Er sieht in Nachtschatten keinen Film für ein Publikum, das Wert auf Glaubwürdigkeit lege. Dafür sei die Geschichte zu umständlich erzählt und das Verhalten der Figuren zu dämlich[sic]. Zwar fange der Film vielversprechend an, doch werde es mit der Zeit immer ernüchternder und ende schlussendlich in einer Enttäuschung. Ein weiteres Problem sieht Armknecht in der mangelnden Chemie zwischen Koeberlin und Fritsch.
Tilmann P. Gangloff bezeichnet Nachtschatten im Südkurier hingegen als sehenswert. Auf den Inhalt reduziert, wirke der Film zwar erst wie ein handelsüblicher TV-Krimi, doch werde die Handlung zunehmend komplexer und in der zweiten Hälfte entwickele sich die Gesichte in eine unvorhersehbare Richtung. Zudem hebt er die Bildgestaltung von Kameramann Lukas Gnaiger und die Musik von Komponist Chris Bremus als besonders gelungen hervor.

### Einschaltquoten
Die Erstausstrahlung im ORF am 30. Dezember 2024 sahen bis zu 566.000 und durchschnittlich 513.000 Zuseher, der Marktanteil lag bei 20 Prozent.
Die deutsche Erstausstrahlung am 30. Dezember 2024 im Programm des ZDF wurde von 6,29 Millionen Zuschauern gesehen, der Marktanteil betrug 24,1 Prozent.